# Matheus Ferraz
Matheus Ferraz (sinh ngày 12 tháng 2 năm 1985) là một cầu thủ bóng đá người Brasil.

## Sự nghiệp câu lạc bộ
Matheus Ferraz đã từng chơi cho FC Tokyo.